# Wiczliński

Wiczliński rekonstrukcja nr 1

Wiczliński rekonstrukcja nr 2

Wiczliński rekonstrukcja nr 3

Wiczliński – kaszubski herb szlachecki o niepewnym wizerunku, znany jedynie z dwóch opisów.

## Opis herbu
Opis z wykorzystaniem zasad blazonowania, zaproponowanych przez Alfreda Znamierowskiego:
Sama tarcza. W polu dwa charty, nad którymi półksiężyc z twarzą, z gwiazdą nad każdym rogiem (bądź z pięcioma gwiazdami w pas).
Opis nie precyzuje w jakiej pozycji mają być charty. Przemysław Pragert zrekonstruował herb w trzech możliwych wariantach: dwa charty wspięte, naprzeciw siebie ("walczące"), dwa charty biegnące obok siebie, dwa charty biegnące, w słup.

## Najwcześniejsze wzmianki
Herb opisany słownie przez Żernickiego (Die polnischen Stamwappen wariant z dwiema gwiazdami, Der polnische Adel, wariant z pięcioma gwiazdami).

## Rodzina Wiczlińskich
Drobnoszlachecka rodzina nieznana polskojęzycznym heraldykom, biorąca nazwisko od wsi Wiczlino. W roku 1570, działy w Wiczlinie mieli: Wawrzyniec Karczyn, Jadwiga, wdowa po Janie Karczyn, Jan, Jerzy Zielonkowie, Jakub Kozłowski, Wawrzyniec Jarmut i Maciej Lutki. Oprócz Kozłowskiego, wszyscy dziedzice to późniejsi Wiczlińscy, ich potomkowie przyjęli nazwisko odmiejscowe, pierwotne zachowując w formie przydomków. Dowodem tego są następujące wzmianki: Wawrzyniec Karznia Wiczliński (Karsznia) w 1621, Thomas Karsnia Wiczliński w 1683, Michael Jarlat Wyczliński (Jarmut) w 1749, Michael Jarłat Wyczliński, Marianna von Jarlat-Wyczlinska. Rodzina używała też przydomków Bach (1622, Jan Bach Wyczliński), Czarnota (1722, Wiczliński von Czarnota) i Kaszuba (1683, Paweł Kaszuba Wyczliński). Istnieją też wzmianki o Wiczlińskich bez przydomków. Tomasz Wyczliński w czasach pierwszego najazdu szwedzkiego oskarżany był o przejście na stronę najeźdźcy. Inne wzmianki pochodzą z lat 1648 (possessores Wiczlińscy), 1662 (Wojciech Wiczliński w Częstkowie, Jakub Wiczliński w Łebnie), 1682 (Michał, Jan, Maciej, Jerzy, Jakub Wyczlińscy). Oprócz działów w wymienionych wsiach, rodzina posiadała jeszcze części w Sobączu, Płachtach i Malachinie. W Sobączu odnotowano Wiczlińskich w 1772 (Józef, Tomasz, Jan, Mateusz). Przedstawiciele tej ubogiej rodziny nie pełnili funkcji publicznych. Spisy urzędników znają tylko jednego, Jakuba Wiczlińskiego, ławnika sądu ziemskiego w latach 1662-67. Ponadto jakiś Wiczliński posłował na sejm elekcyjny w 1704.

## Herbowni
Wiczliński (Wiczlinski, Wieźliński, Wiszliński, Wyczlinski, Wyczliński) także z przydomkiem Zielonka. Herby Wiczlińskich innych przydomków nie są znane.
Herbarze niemieckie dają Czarnotom-Wiczlińskim herb Lis, ale informacja ta jest wątpliwa, ponieważ istniała rodzina Czarnockich herbu Lis, z którymi być może pomylono kaszubskich Czarnotów.